# Hasetaler Kunstroute
Die Hasetaler Kunstroute ist ein rund 100 km langer, 2005 eröffneter Skulpturenweg, der auf dem Radfernweg Hase-Ems-Tour von Bersenbrück parallel zur Hase nach Meppen führt. Der Skulpturenpfad ist aus dem Leader+-Projekt „Kunst am Fluss“ der Europäischen Union hervorgegangen. In allen sieben Städten und Gemeinden auf dem Weg ist mindestens ein Kunstwerk aufgestellt, und zwar:
- Bersenbrück: „Thron des Königs und der Königin der Karpfen“ (Sandsteinskulptur) von Mandir Tix (Kattenvenne)[2],
- Quakenbrück: „Flügel wachsen über dem Delta“ (Bronzeplastik) von Carola Wedell (Haselünne)[3],
- Essen (Oldenburg): „im fluss“ (Sandsteinskulptur) von Regine Meyer zu Strohe (Bramsche)[4],
- Löningen: „Fische“ und „Staustufen“ (Installationen) von Reinhart Dasenbrock (Osnabrück),
- Herzlake: „Hasesegel“ von Christian Lammers (Herzlake)[5],
- Haselünne: „Radfahrer“ (Eisenskulptur) von Joe Siewe (Bersenbrück) und
- Meppen: „Begegnung“ (Sandsteinskulptur) von Jutta Klose (Nordhorn).[6]

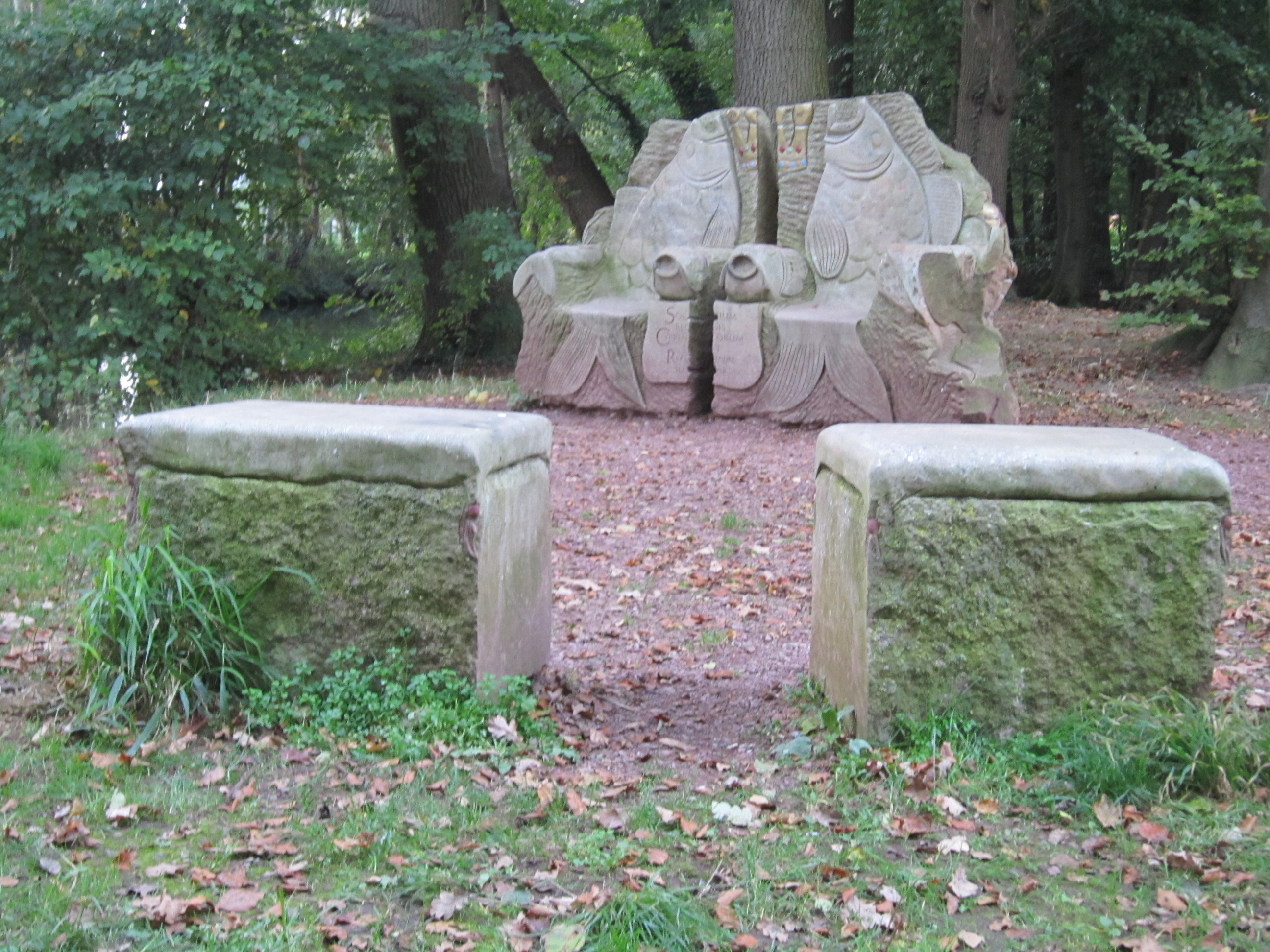
Bersenbrück: Sandsteinskulptur „Thron des Königs und der Königin der Karpfen“
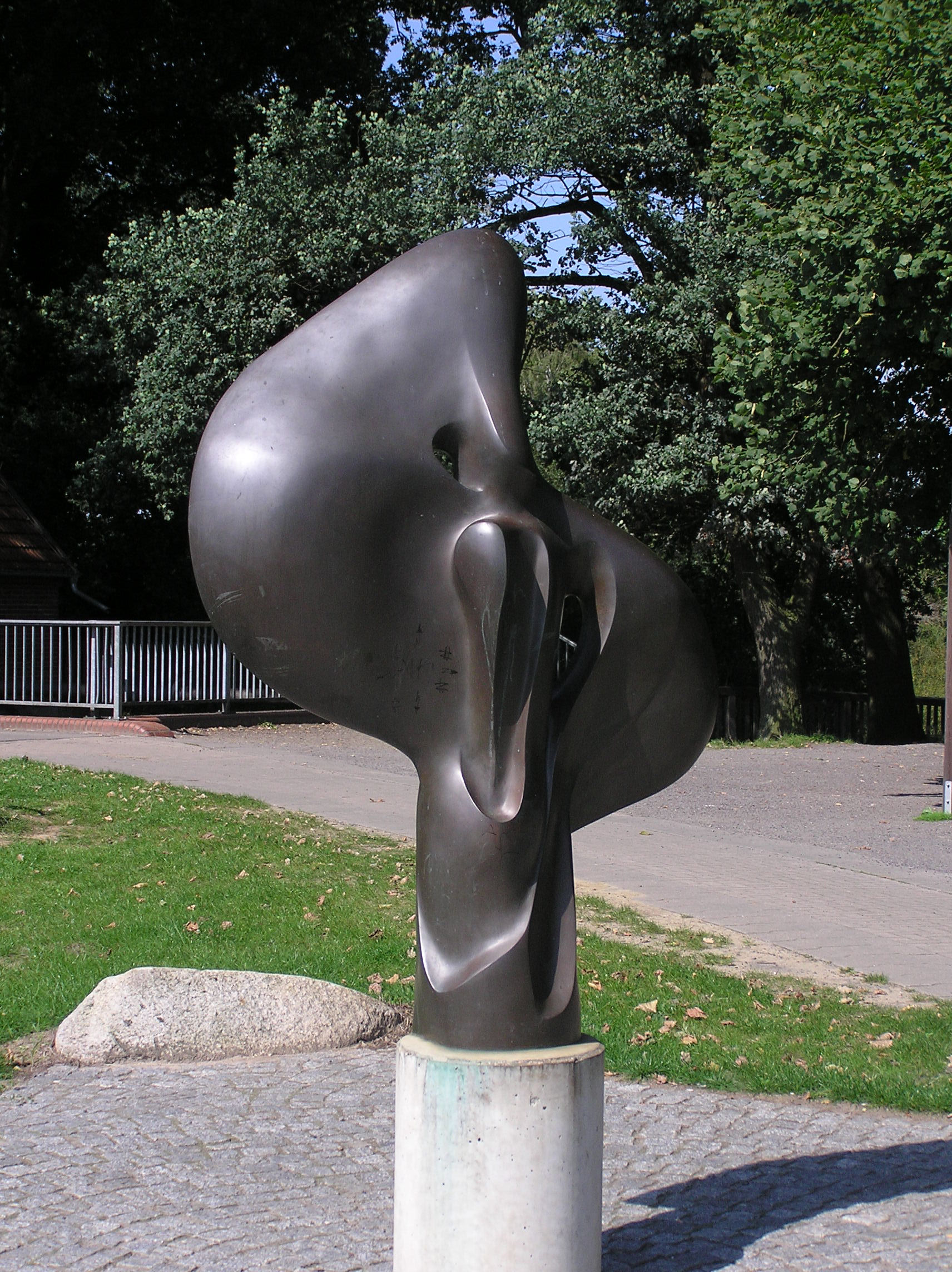
Quakenbrück: Bronzeplastik „Flügel wachsen über dem Delta“
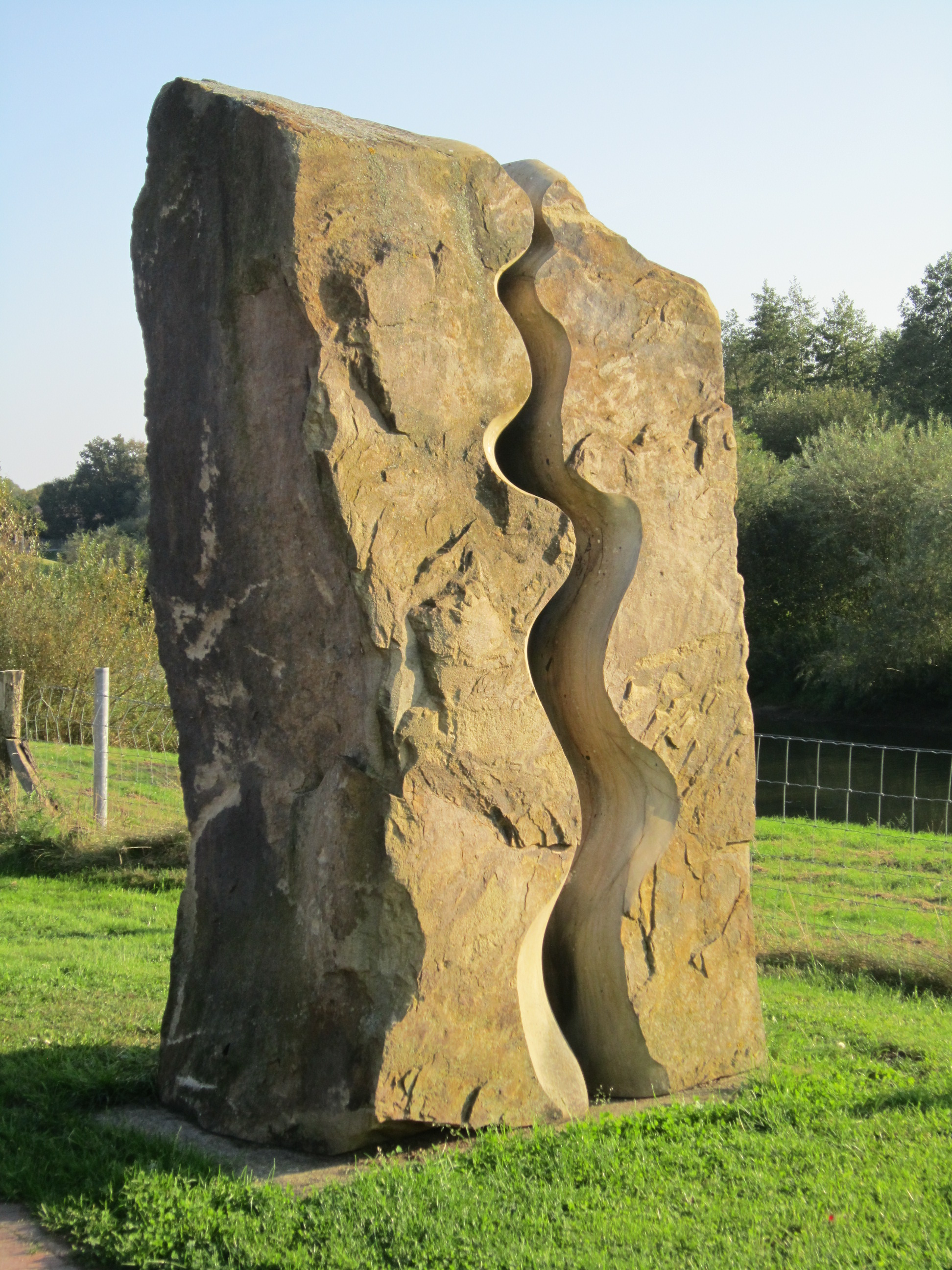
Essen (Oldenburg): Sandsteinskulptur „im fluss“

Die Hasetaler Kunstroute kann leicht mit der Artlander Kunsttour verwechselt werden. Dieser 40 km lange Rundkurs führt Radfahrer von Quakenbrück nach Menslage und wieder zurück. An seinem Rand sind Gemälde aufgestellt, die die durchfahrene Landschaft abbilden.